# Bouzincourt
Bouzincourt település Franciaországban, Somme megyében. Lakosainak száma 536 fő (2022. január 1.). Bouzincourt Englebelmer, Albert, Mesnil-Martinsart, Millencourt és Senlis-le-Sec községekkel határos.

## Népesség
A település népességének változása:
| Lakosok száma | 550  | 555  | 572  | 550  | 546  | 541  | 539  | 536  | 536  |
|               | 2013 | 2015 | 2016 | 2017 | 2018 | 2019 | 2020 | 2021 | 2022 |